# Rahmatganj MFS
Rahmatganj MFS jest klubem piłkarskim z Bangladeszu. Swoją siedzibę ma w stolicy kraju, Dhace. Gra na stadionie Bangabandhu National Stadium. Obecnie występuje w 1. lidze.